# اكيرا أونو
اكيرا أونو (باليابانية: 宇野 亜喜良) مصمم جرافيك ورسام ياباني. ولد يوم 13 آذار 1934 في ناغويا، محافظة آيتشي.